# Starry Line

『Starry Line』（スターリーライン）は、Argonavisの1stアルバム。2020年8月12日発売。
表題曲「Starry Line」をはじめ、全曲がテレビアニメ『アルゴナビス from BanG Dream!』の挿入歌（「星がはじまる」はオープニングテーマ、「雨上がりの坂道」はエンディングテーマ）に起用されている。

## 収録曲

### CD
1. Starry Line (4:31)
作詞：中村航・田淵智也（UNISON SQUARE GARDEN）、作曲：田淵智也・栁舘周平、編曲：栁舘周平
2. Steady Goes! (4:54)
作詞：中村航、作曲：廣澤優也（HANO）・青木宏憲（HANO）、編曲：廣澤優也・青木宏憲
3. 星がはじまる (4:21)
作詞：中村航・田淵智也、作曲：田淵智也、編曲：渡辺拓也
4. ゴールライン (4:16)
作詞：中村航・渡辺拓也、作曲・編曲：渡辺拓也
5. STARTING OVER (3:49)
作詞：中村航・ASH DA HERO、作曲：ASH DA HERO、編曲：渡辺拓也
6. AGAIN (3:10)
作詞：中村航、作曲：SHiNNOSUKE（ROOKiEZ is PUNK'D/S.T.U.W）、編曲：YOUSAY
7. 流星雨 Acoustic Ver. (4:45)
作詞：中村航、作曲・編曲：渡辺拓也
8. Pray (4:20)
作詞：中村航、作曲：Shinji（シド）、編曲：渡辺拓也
9. VOICE (4:54)
作詞：中村航、作曲・編曲：渡辺拓也
10. 雨上がりの坂道 (3:43)
作詞：中村航、作曲・編曲：渡辺拓也

### Blu-ray Disc（生産限定盤のみ）
- 『BanG Dream! Argonavis 2nd LIVE「VOICE -星空の下の約束-」』LIVE映像

1. Steady Goes！
2. メリッサ（Cover：ポルノグラフィティ）
3. READY STEADY GO（Cover：L'Arc〜en〜Ciel）
4. GO!!!（Cover：FLOW）
5. *〜アスタリスク〜（Cover：ORANGE RANGE）
6. 流星雨
7. ギフト
8. STARTING OVER
9. 現状ディストラクション（Cover：SPYAIR）/ GYROAXIA
10. MANIFESTO / GYROAXIA
11. ゴールライン
12. AAside
13. VOICE

Encore
1. 星がはじまる
2. 逢のうた

### 発売形態
| 発売日        | タイトル    | 販売形態   | 規格品番   | 形態       | 特典                                                       | 初回生産特典                                                              |
| ------------- | ----------- | ---------- | ---------- | ---------- | ---------------------------------------------------------- | ------------------------------------------------------------------------- |
| 2020年8月12日 | Starry Line | CD+Blu-ray | BRMM-10286 | 初回限定盤 | キャスト・楽曲クリエイターによるライナーノーツブックレット | 発売記念ネットサイン会応募用紙 オリジナルクリアブックマーカー1枚（全5種） |
| 2020年8月12日 | Starry Line | CD         | BRMM-10287 | 通常盤     |                                                            | 発売記念ネットサイン会応募用紙 オリジナルクリアブックマーカー1枚（全5種） |